# Arts tèxtils
Les arts tèxtils són els processos d'artesania o manufactura en els quals s'utilitzen fibres d'origen vegetal, animal o sintètic o bé teixits, o d'altres elements treballats en processos lligats al tèxtil per tal de construir objectes utilitaris, decoratius o artístics.

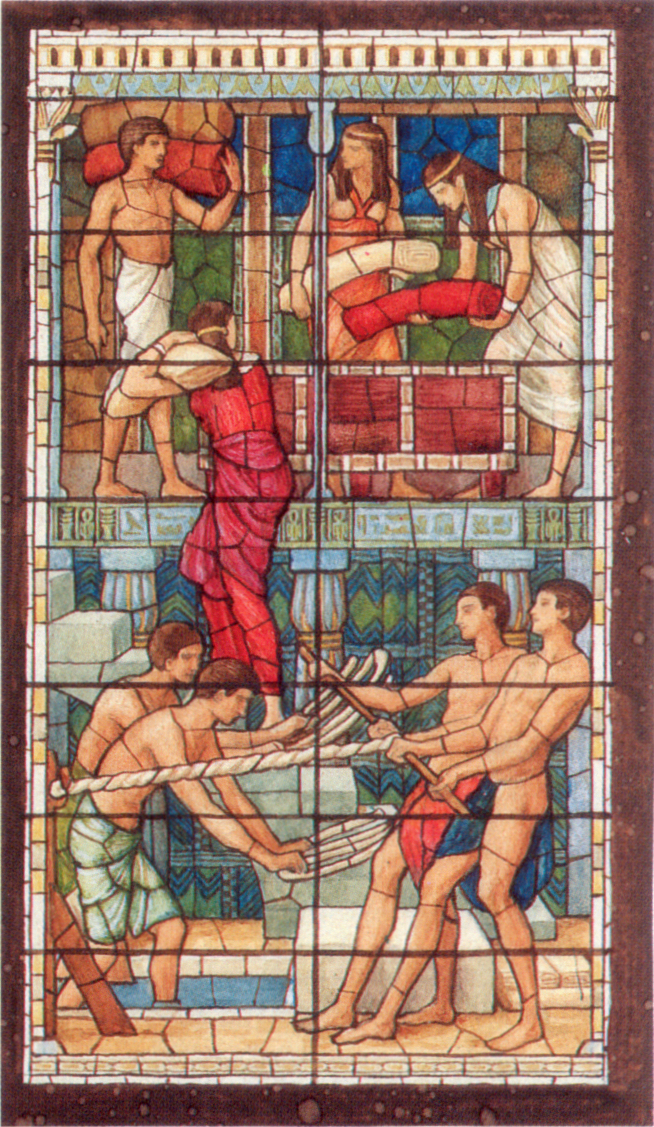
Art tèxtil a l'antic Egipte
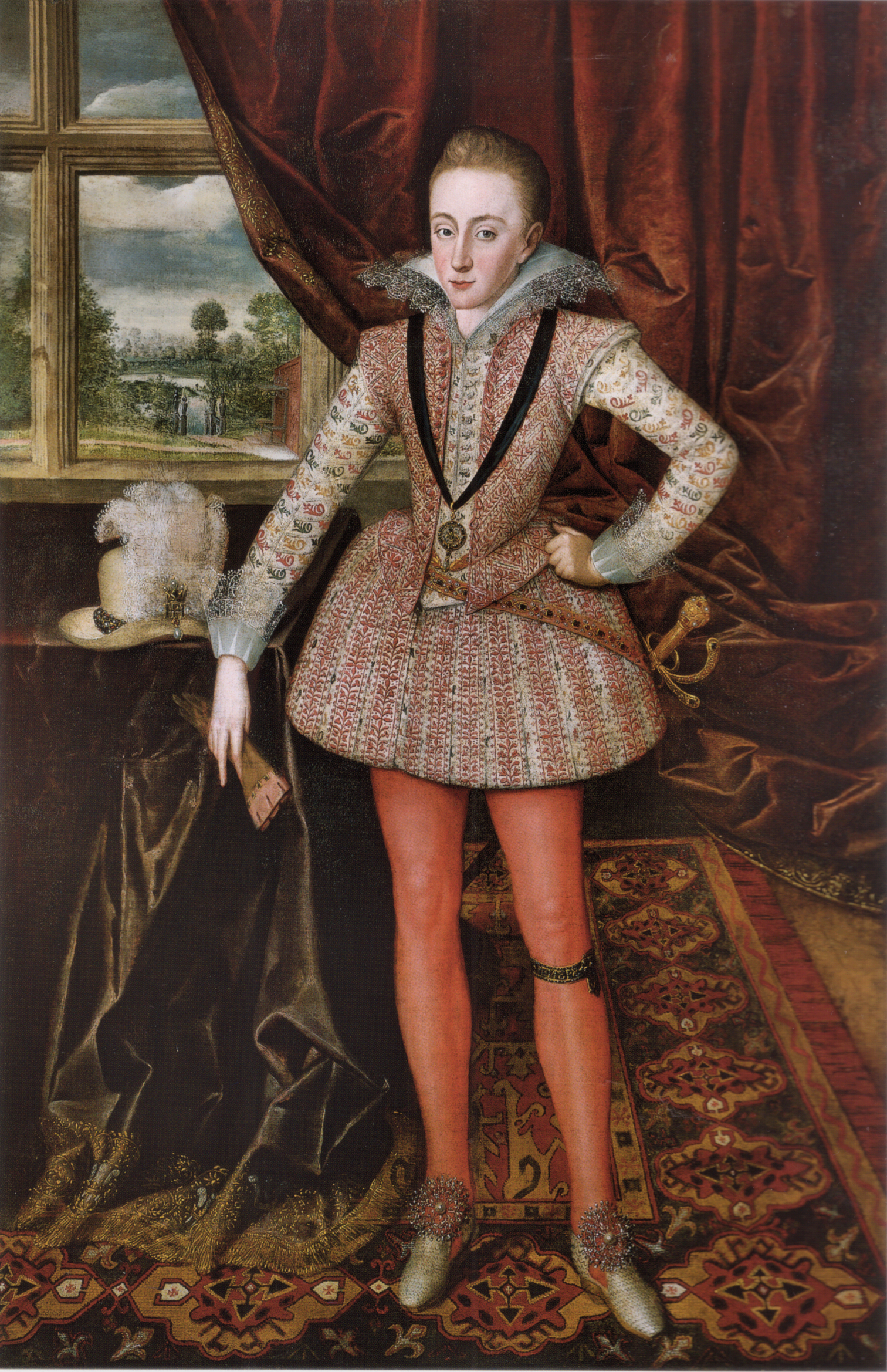
Retrat que il·lustra els aspectes pràctics, decoratius, i socials de les arts tèxtils
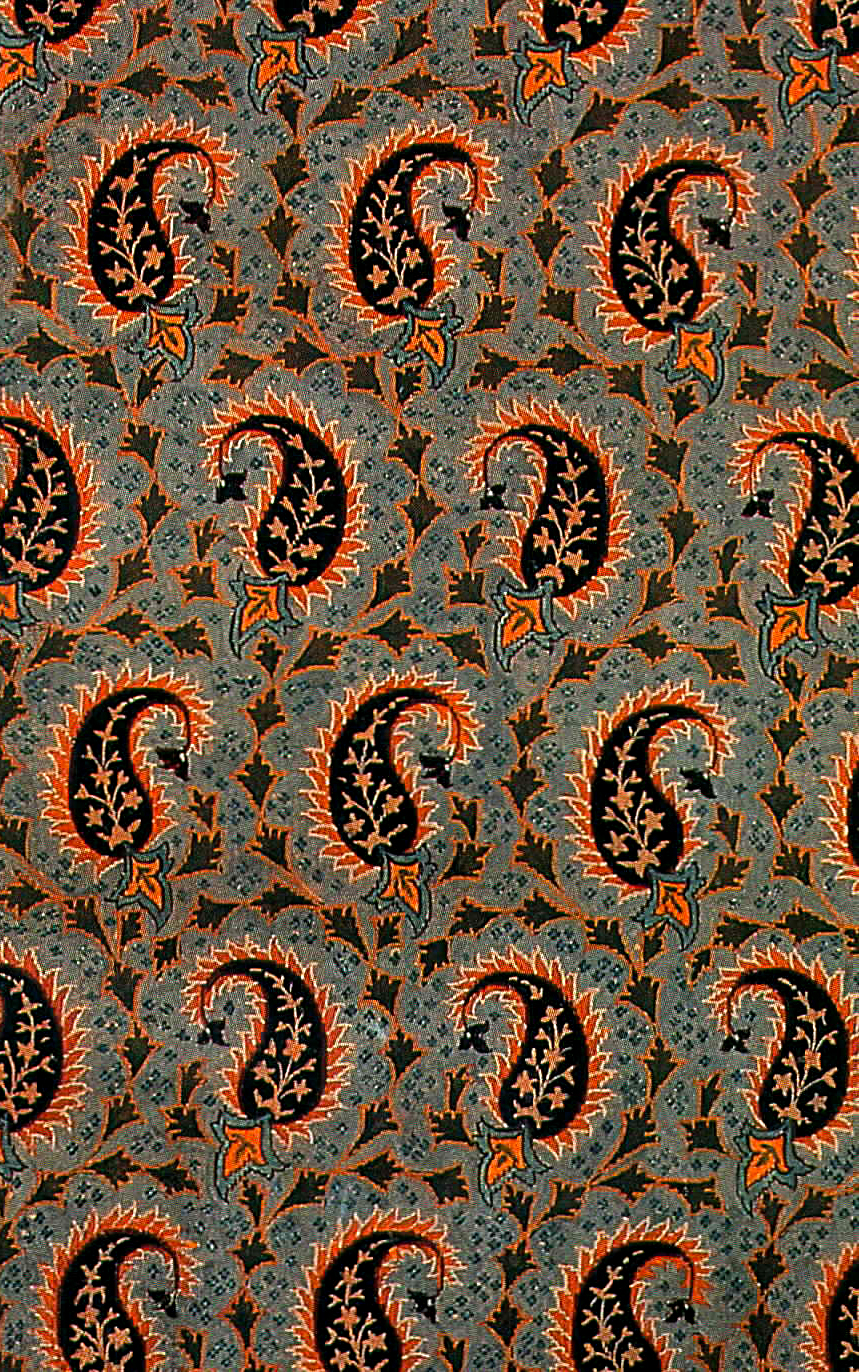
Brocat de seda persa
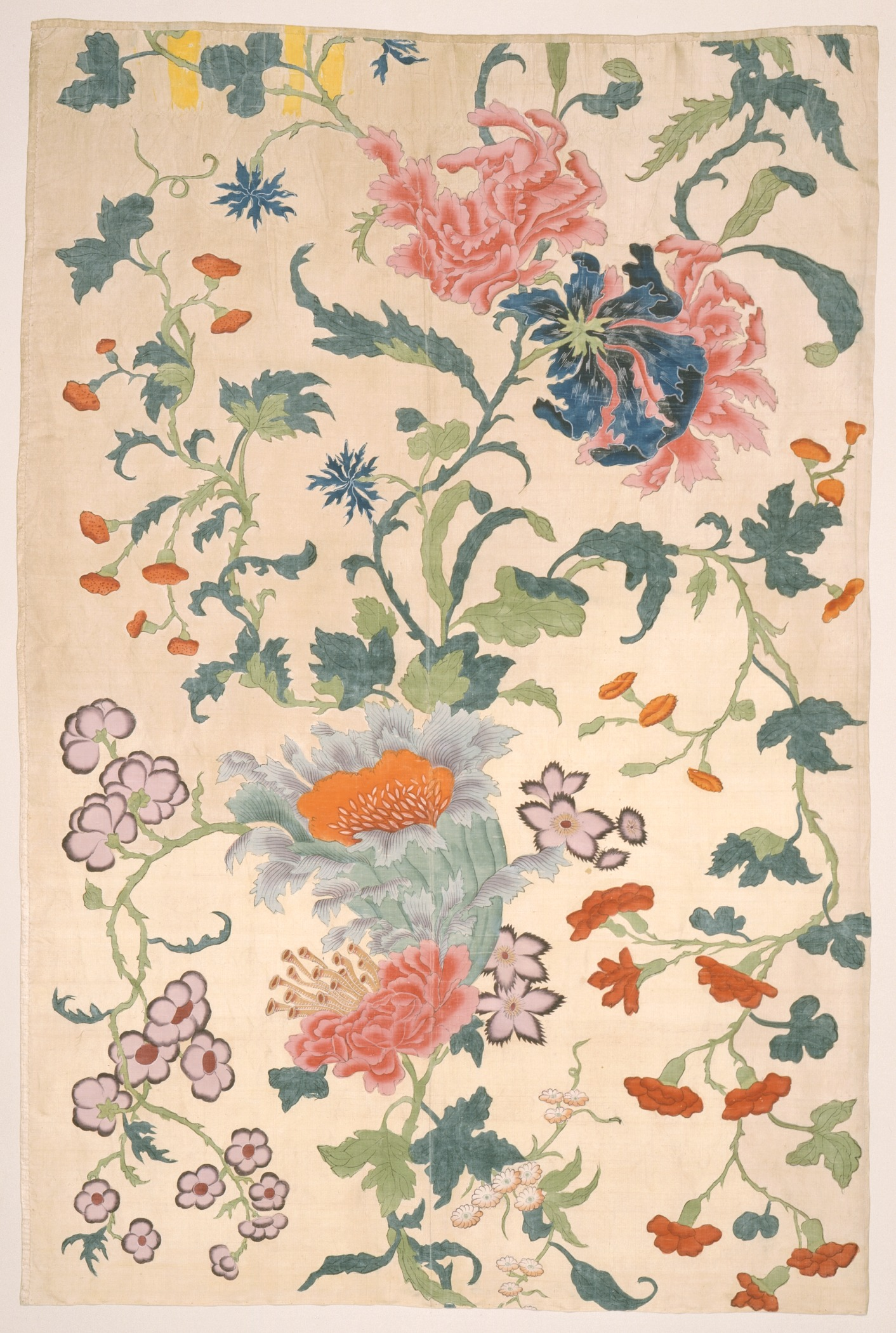
Seda pintada
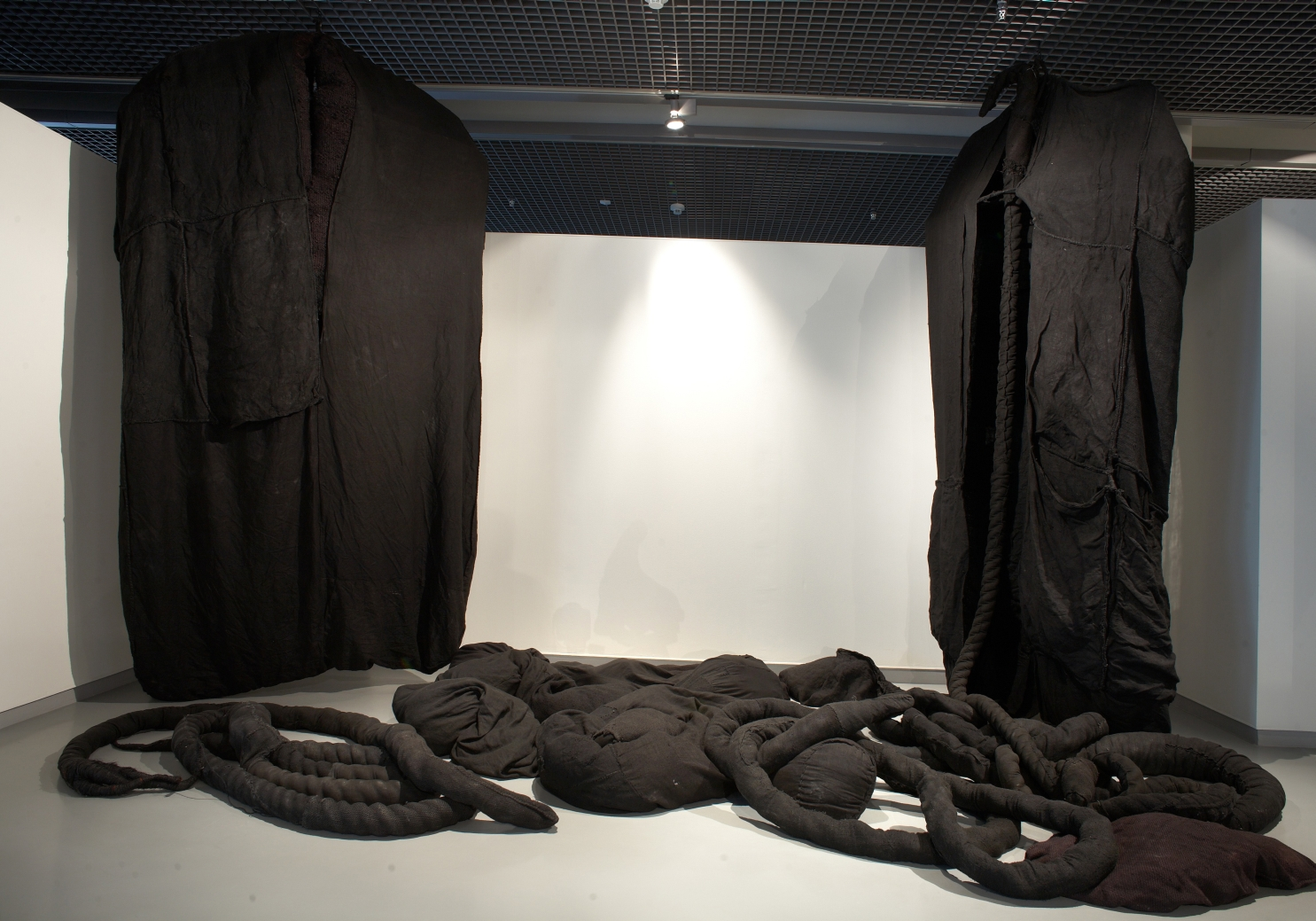
Obra artística contemporània de Magdalena Abakanowicz

Els teixits han estat una part fonamental de la vida humana des del començament de la civilització, i els mètodes i materials utilitzats en la seva fabricació han experimentat un gran desenvolupament, mantenint les seves funcions primordials. La història de les arts tèxtils va de la mà de la història del comerç internacional: la porpra de Tir va ser un producte clau de el comerç a la Mediterrània; la ruta de la seda es va establir per portar de la Xina seda per l'Índia, Àfrica, i Europa. La revolució industrial també va suposar una revolució de la tecnologia tèxtil, amb l'aparició dels telers industrials, que van mecanitzar els processos de producció.
Les arts tèxtils tenen una variació de colors, textures i formas. Se poden utilitzar molts materials de diferents formes.

## Conceptes
La paraula «tèxtil» prové de el llatí «texere» que significa teixir, trenar o construir. El teixit més simple és el feltre, compost d'un conglomerat de fibres confeccionat mitjançant un tractament per vapor d'aigua i pressió. La majoria dels tèxtils es fabriquen a partir de fils o cordes, depenent del seu gruix, confeccionats per torsió o trenat de les fibres. Els fils es teixeixen, tricotan o s'enllacen per formar una tela o drap que pot utilitzar-se per fer roba i altres objectes.
Les arts tèxtils també inclouen les tècniques utilitzades per a la seva decoració; aquests poden tenyir-se i imprimir-se per afegir colors i dibuixos; o decorar-mitjançant el brodat i altres tipus de costura i encaix. Els mètodes de costura, així com les eines, les tècniques emprades i els objectes confeccionats entren en la categoria de les arts tèxtils.

## Funcions
Des de l'antiguitat, els teixits s'han utilitzat com roba per cobrir el cos i protegir-lo, així com per a la interacció social; per emmagatzemar i protegir objectes i per aïllar i decorar espais i superfícies.

## Els teixits com a art
Tradicionalment s'ha utilitzat el terme «art» per referir-se a qualsevol habilitat o mestratge, un concepte que es va alterar durant el Romanticisme (el període de segle xix), quan l'art va arribar a ser vist com «una facultat especial de la ment humana classificada juntament amb la religió i la ciència». Aquesta diferència entre ofici i belles arts s'aplica a les arts tèxtils, on el terme «art tèxtil» s'empra per descriure objectes decoratius fets de tèxtils que no estan destinats per a l'ús pràctic.
El tractament del disseny i el color, així com les fibres utilitzades, permeten reconèixer la identitat cultural de diversos pobles arreu del món, en la confecció artesanal dels seus vestits típics, així com teles, catifes, tapissos, brodats i encaixos. S'utilitzen per a la seva confecció fibres vegetals, llana, pèl, seda, plomes o fibres sintètiques. Originàriament classificades dins de les arts aplicades, des de mitjans de segle xx l'ampliació del concepte de les arts visuals i la recerca dels artistes de noves formes d'expressió ha portat al teixit i a la creació d'obres amb tèxtils a un lloc destacat dins de l'art contemporani.

## Art tèxtil d'Orient
Els delicats tèxtils coptes trobats en aixovars funeraris són teixits de llana o fil tenyits amb tints naturals. Formaven part de la indumentària, sobre una base llenç de lli les ornamentacions sobreposades o entreteixides amb llana. Els motius van evolucionar des del més figuratiu d'influència hel·lenística cap a la estilització geomètrica en què apareixen símbols cristians i de la mitologia grecoromana. La major col·lecció es troba al Museu Copte del Caire.
Les catifes perses són una de les més elevades manifestacions de la cultura i de l'art persa, que es remunten a l'Edat del Bronze. Les peces més antigues es van trobar a l'est del Turquestan, i daten dels segles iii - segle v aC. El major desenvolupament es va donar durant el període safàvida, i avui dia continua sent un art reconegut en el món sencer. Es classifiquen sobre la base del seu disseny, tipus de fabricació i tècnica de teixit, d'acord amb la ciutat o regió associada a Abadeh, Ardabil, Baluch, Bijar, Feraghan, entre molts altres.
Els tèxtils a l'Índia antiga es coneixen sobre per referències literàries i la vestidura de les figures en les escultures. En Mohenjo-Daro (a la vall de l'Indo) al voltant de 3000 aC, existia una indústria de tèxtil de cotó i perduren restes arqueològiques amb fragments i impressions d'empremtes de teixits. El clima humit va contribuir a la deterioració dels teixits més antics. En el període musulmà, que es va estendre des de al voltant de 1200 fins al 1760, els sultans van propiciar la introducció d'estils i tècniques orientals en la indústria tèxtil que van elevar la qualitat i preu. Durant el període de la governació d'Akbar, l'art tèxtil a l'Índia va aconseguir nivells molt alts de qualitat, varietat i exquisida bellesa i florir d'aquesta manera fins a finals de segle xvii. Els teixits procedents de l'Índia van aconseguir gran renom i demanda, la seva qualitat i representació en els abarrotats dissenys característics realitzats amb tècniques de bàtik, estampat i brodat sobre sedes, teles de cotó i barreges de cotó i seda, ocupen un lloc privilegiat en el mercat occidental des del segle xv fins als nostres dies.

## Art tèxtil d'Occident

### Art tèxtil europeu

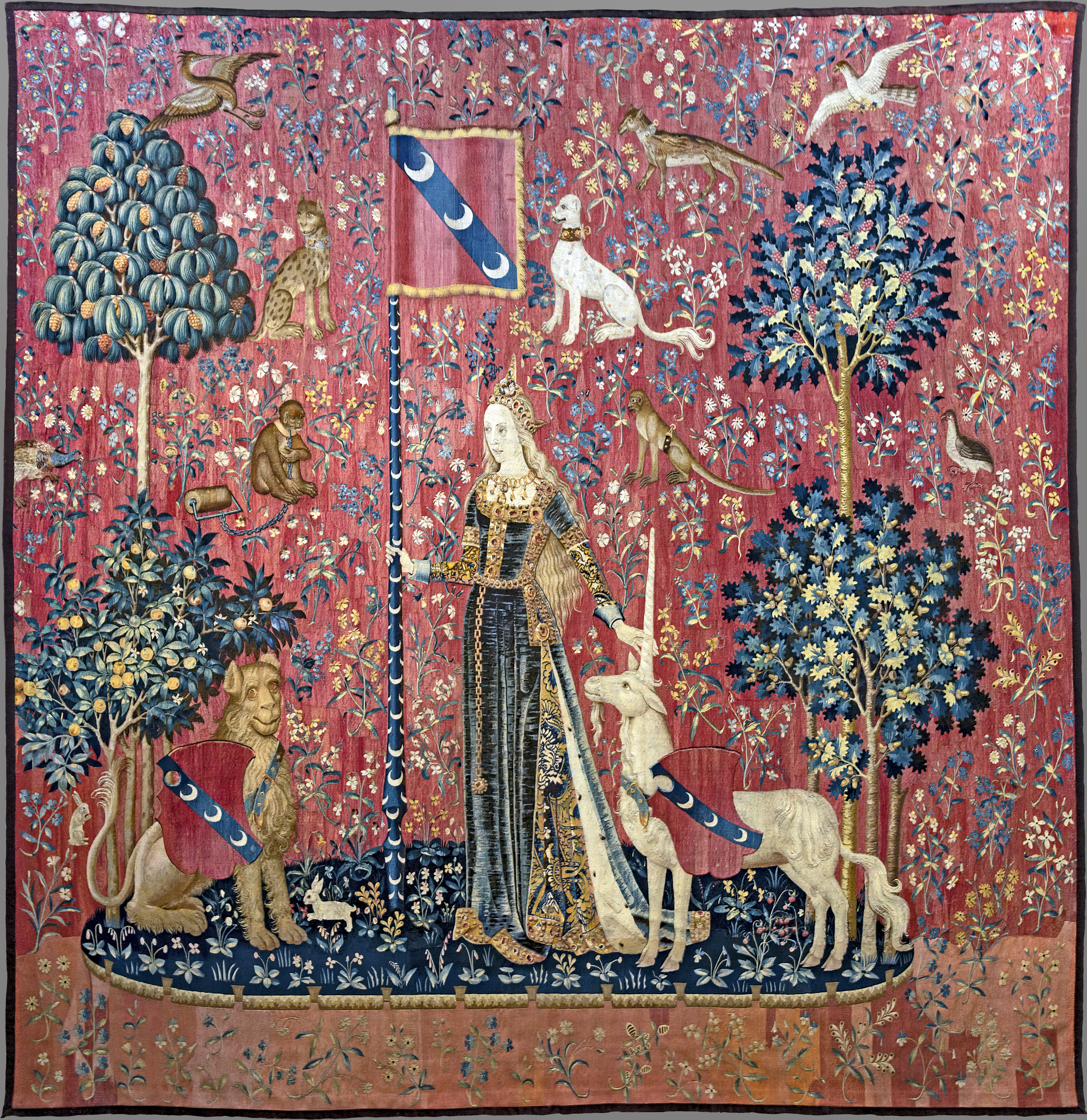
La dama i l'unicorn, tapís flamenc,. Museu de Cluny.

S'utilitzaven tapissos teixits per decorar i abrigar els murs, els més antics conservats són el Tapís de la Creació i el Tapís de Bayeux. Els tapissos flamencs, així com la producció pictòrica dels seus mestres de la pintura s'exportava a tot Europa, un dels més famosos és La caça de l'unicorn.
Des del segle xv, els tapissos es van emprar també com domassos en la decoració de la via pública amb motiu de celebracions.
A les corts europees era comú l'encàrrec als pintors de cartrons per a la realització de tapissos. Rafael Sanzio, Rubens i Goya són alguns artistes que van realitzar dissenys per a tapissos. La Reial Fàbrica de Tapissos de Madrid va realitzar obres de Diego Velázquez, Francisco de Goya, Juan Gris i altres destacats artistes espanyols.

### Art tèxtil americà

#### Regió andina
Els pobles originaris de la regió andina destaquen per les seves creacions tèxtils que mantenen fins al present la tradició de la seva identitat cultural. Amb diferents estils corresponents a cada cultura, la producció tèxtil va ocupar un lloc central pel que fa a identitat, creences i ideologies. El rescat arqueològic de peces tèxtils ha permès comprendre millor a aquestes cultures i el seu arrelament tradicional pot veure a la producció actual de diferents comunitats.
Destaquen els tèxtils Paracas i els de les cultures huari, chancay, tiahuanaco, nazca i altres.
Els tèxtils tradicionals aimara representen la cultura viva dels Andes bolivians; en l'actualitat la producció de tapissos es manté de generació en generació.
Més a sud, la tradició tèxtil maputxe també es manté vigent avui en dia, com un mitjà imprescindible en la representació de la seva identitat cultural.

#### Mesoamèrica
Els tèxtils de la cultura maia del període clàssic, així com els tapissos i brodats tradicionals que es continuen realitzant artesanalment al sud-est mexicà i Guatemala, alberguen significats simbòlics de la cosmovisió maia en els seus dissenys.
Les moles kuna, així com altres tradicions tèxtils mereixen ser esmentades.

#### Amèrica del Nord
Per als navaho, el teixit és un art sagrat en el qual representen la seva cosmogonia, entreteixint les fibres s'entrellacen el masculí amb el femení i el cel amb la terra en els seus tradicionals dissenys. També a la cultura apatxe el tèxtil ocupa un lloc privilegiat, en què destaquen les mantes i la cistelleria.

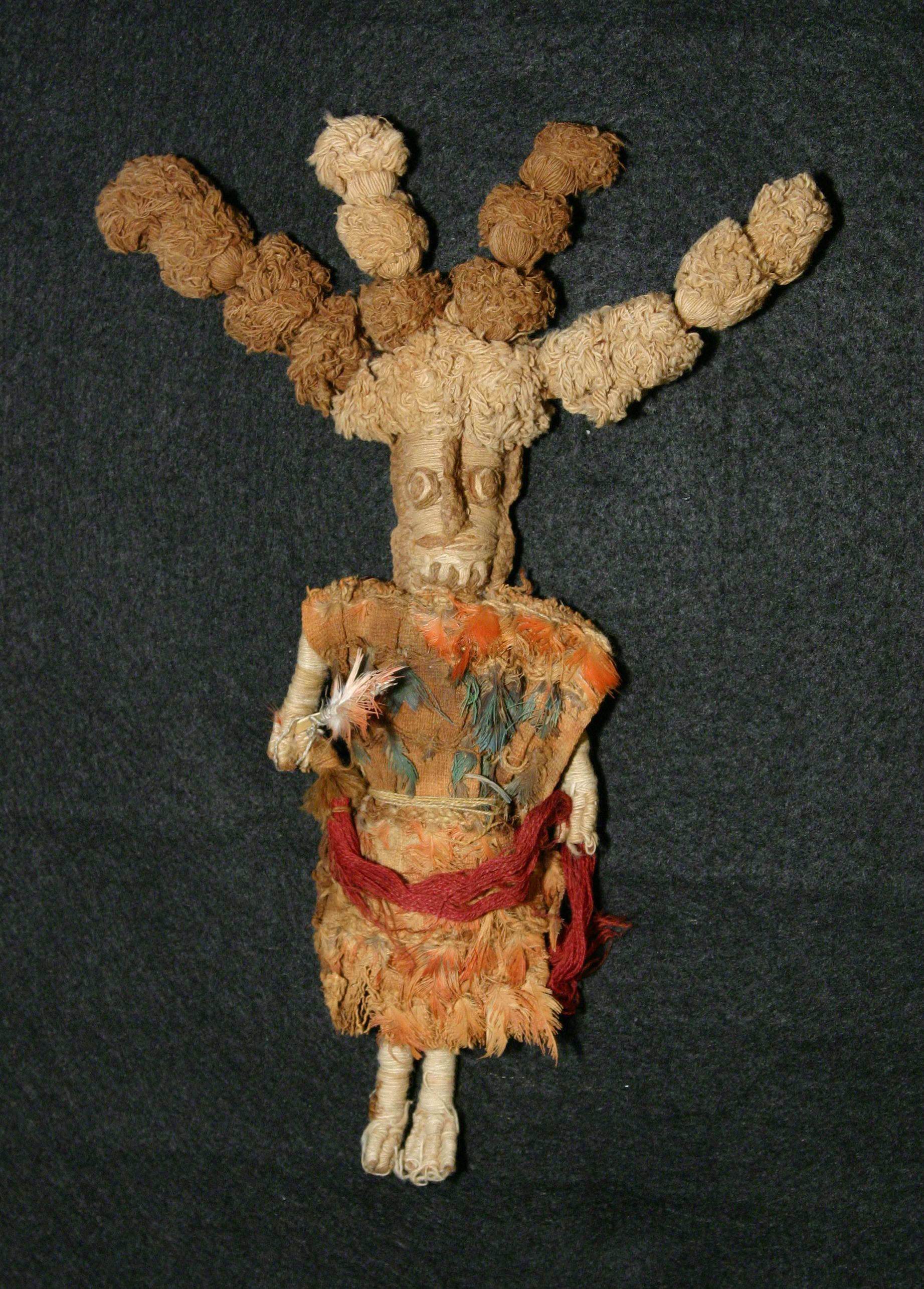
Nina chancay, 1100-1400 aC, Museu Lombard
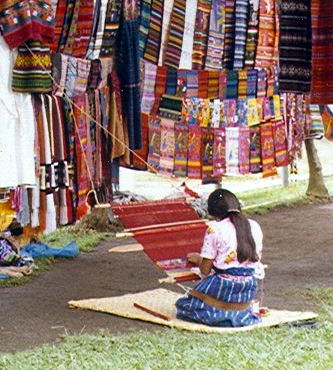
Teler de cintura, Guatemala
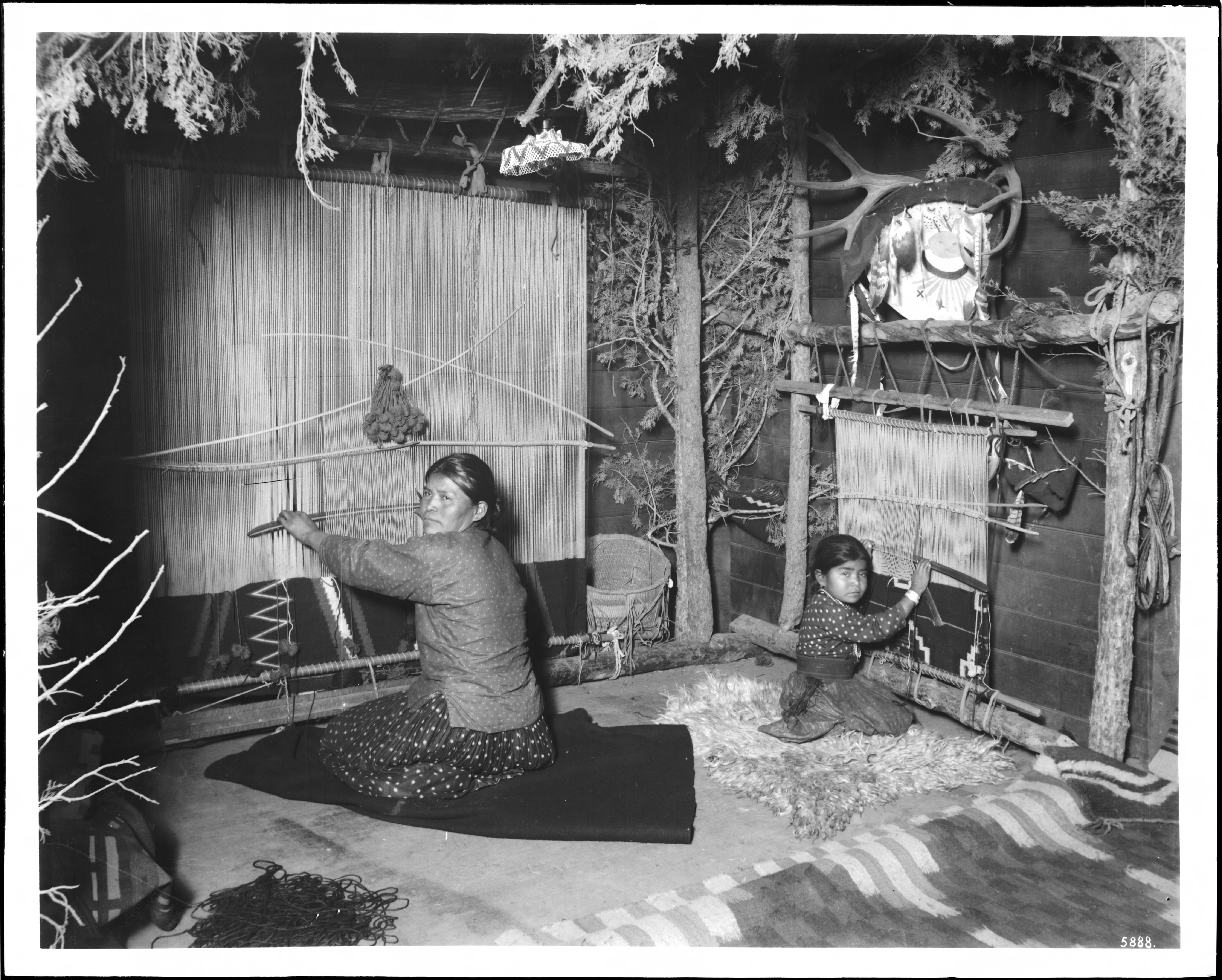
Teixidora navaho, ca.1908

## Art tèxtil contemporani

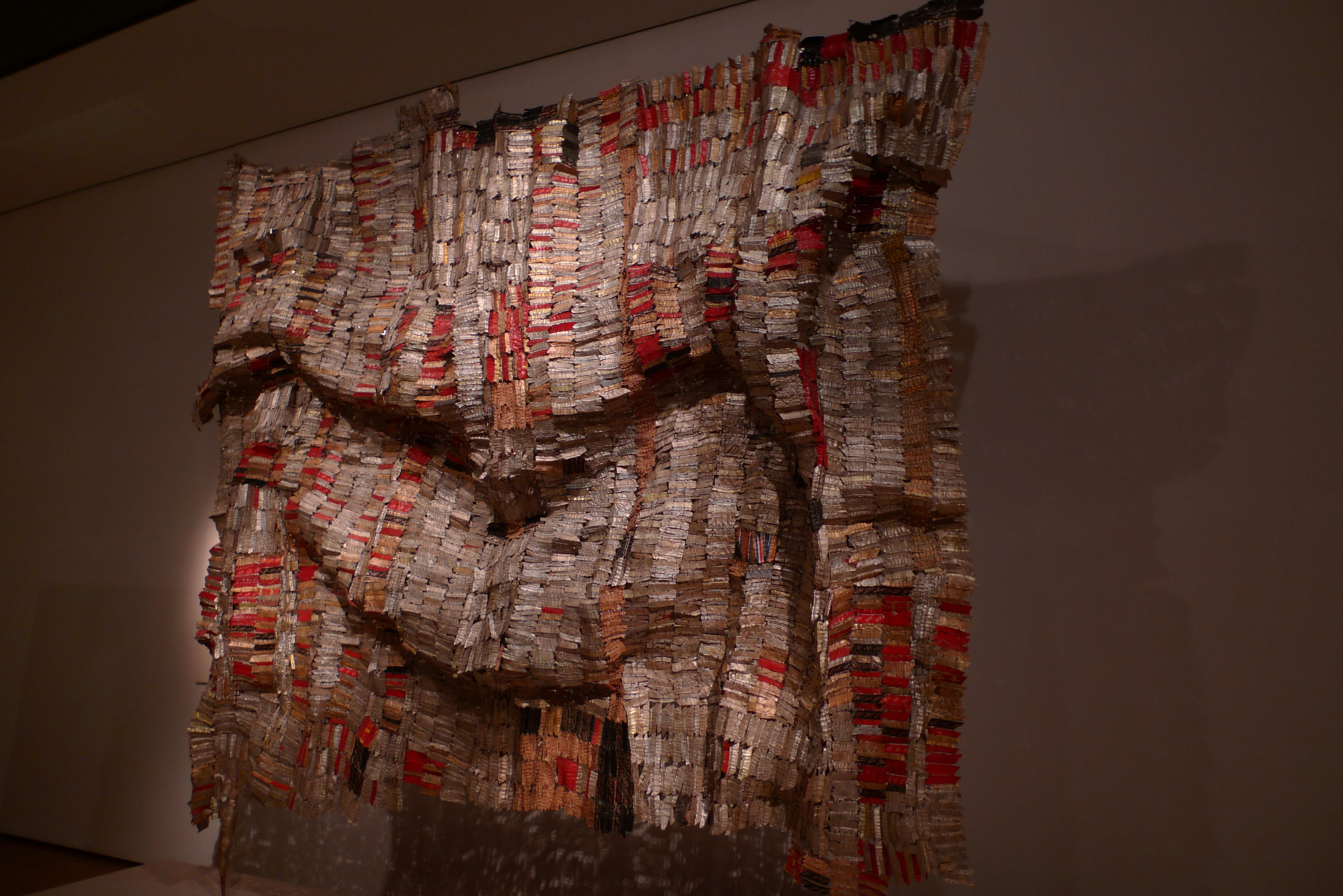
El Anatsui, Man's Cloth, 1998-2001, Museu Britànic

Les avantguardes artístiques van influir notablement en les arts aplicades, l'art tèxtil i la indumentària, tornant difuses les fronteres entre disciplines i tècniques.
A partir de la Bauhaus, fundada el 1919 per Walter Gropius, l'artesania tèxtil va passar a convertir-se en un gènere artístic amb vida pròpia. Des de llavors, les obres tèxtils comencen a ser concebudes no només com a productes artesanals i de disseny, sinó com a obres d'art amb contingut conceptual.
Des de la segona meitat de segle xx són un gran número d'artistes de tot el món que recorren tant a tècniques tèxtils tradicionals com a noves no convencionals que inclouen feltre, seda, fibres vegetals, paper o diversos elements per a la creació de les seves obres, de vegades molt allunyades del concepte del tapís tradicional, integrant el tèxtil a escultures, instal·lacions esdevenint obres de difícil classificació considerade de gran valor artístic per la crítica artística, el món del col·leccionisme, museus i galeries d'art.
Amb obres clarament tèxtils o utilitzant elements o tècniques que rememoren el tèxtil, és possible apreciar les obres de Magdalena Abakanowicz, Aurèlia Muñoz, Josep Grau-Garriga, Maria Assumpció Raventós, Judith Scott, Yayoi Kusama, Louise Bourgeois, El Anatsui, Gracia Barrios, Ita Aber, Alice Adams, Hessie, Jean Lurçat, Ernesto Neto, Toshiko Horiuchi, Aiko Tezuka, Ernesto Aroztegui, Marta Palau Bosch, Silvia Piza-Tandlich, Violeta Parra, Loreto Millalén, Androna Linartas Czesnowics, Teresa Lanceta, Lacy Duarte, Paulina Brugnoli, Joan Miró, Carole Baillargeon, Sheila Hicks, Claude Lesur, Marie Rose Lortet, André Benoît Perrachon, entre molts altres.